# Roderick Chisholm
Pour les articles homonymes, voir Chisholm.
 (mars 2013).
Si vous disposez d'ouvrages ou d'articles de référence ou si vous connaissez des sites web de qualité traitant du thème abordé ici, merci de compléter l'article en donnant les références utiles à sa vérifiabilité et en les liant à la section « Notes et références ».
Roderick Milton Chisholm (né le 27 novembre 1916 dans le comté de Bristol et mort le 19 janvier 1999 à Providence) est un philosophe américain connu pour ses travaux en théorie de la connaissance et en métaphysique.  

## Biographie
Il est professeur dans plusieurs universités prestigieuses, telles que l'Université de Syracuse, l'Université du Massachusetts à Amherst et à l'Université Brown, où il enseigne pendant plus de 40 ans. Il a publié de nombreux articles et livres sur des sujets tels que la conscience,  la connaissance, la justification et la responsabilité morale. Il est surtout connu pour son travail sur la nature de la justification et la justification des croyances, ainsi que pour sa théorie de l'identité personnelle basée sur la continuité et la coïncidence des propriétés ; selon laquelle une personne est une substance simple et non décomposable.
Chisholm a une grande influence sur la philosophie analytique et est largement reconnu pour sa contribution à la philosophie de la conscience et à la métaphysique.